# Nageki no Kenkou Yuuryouji
Nageki no Kenkou Yuuryouji (яп. 嘆きの健康優良児 нагэки но кэнко: ю:рё:дзи) — сатирическая хентай-манга Агуды Ванян, выходившая в журнале в Comic Penguin Club издательства Tatsumi Shuppan. Одноименное аниме было снято студиями Pink Pineapple и AIC. Также известно под названием F³ и F3: Frantic, Frustrated & Female.
Аниме состоит из трёх серий, выпуск и показ которых прошёл с 5 августа 1994 по 13 октября 1995 года. Данное аниме в отличие от многих других жанра хентай содержит смысловую нагрузку, также присутствует редкие для хентая элементы комедии.

## Сюжет
Хироэ Агава испытывает определённые проблемы в сексе — ей никогда не удаётся испытать оргазм. Для большей стимуляции она решает использовать вибратор своей соседки по комнате Таками; девушка, увидев это, решает присоединиться к акту. После неудачной попытки довести Хироэ до оргазма к Таками приходит новая идея — она её гипнотизирует, внушая девушки нужные ощущения. Девушки решают довести «лечение» до конца и последовательно обращаются к медиуму и изобретателю.